# باكر دوغلاس ريكاردو
دوغلاس ريكاردو باكر، من مواليد 13 مارس 1987 في سانتا كاترينا في البرازيل، لاعب كرة قدم برازيلي.
بدأ مسيرته الكروية مع نادي يوفنتوس الإيطالي في عام 2005، وفي عام 2005 أعير إلى نادي سيينا وهو يلعب معهم حتى الآن.

## روابط خارجية
- باكر دوغلاس ريكاردو على موقع قاعدة بيانات كرة القدم.إي يو (الإنجليزية)
- باكر دوغلاس ريكاردو على موقع Soccerway.com (الإنجليزية)
- باكر دوغلاس ريكاردو على موقع عالم كرة القدم.نت (الإنجليزية)